# Jelen idő (nyelvészet)
A grammatikában a „jelen idő” terminus általánosan egy alapvető igeidőre vonatkozó jelentést nevez meg, azt, amely a cselekvés, történés, állapot stb. aktuális jellegét fejezi ki, ellentétben két másik alapvető igeidőre vonatkozó jelentéssel, a múlttal és a jövővel. Szűkebb értelemben egyes nyelvek grammatikájában a jelen idő az ige azon ragozási paradigmáit nevezi meg, amelyek elvben egybeesést fejeznek ki a beszéd időpontjával.
Nyelvtől függően több vagy kevesebb alakja van a jelen időnek. Ezek igemód, igenem, igeszemlélet és igejelleg szerint különböznek.

## A jelen idejű alak jelentései kijelentő módban
Kijelentő módban a jelen idő egyazon alakja nemcsak a jelenre vonatkozhat, hanem, a kontextus segítségével a többi alapvető időre vonatkozó jelentésre, a múltra és a jövőre is. Ezért a kijelentő mód jelen idő az igeidő kategóriának a jelöletlen képviselője. Olykor a jelentését az ige határozója pontosítja.

### Mint abszolút idő
A jelen időt „abszolút”-nak nevezik akkor, amikor jelentése nem függ más ige idejétől. Ez főleg egyszerű mondatban és főmondatban van így.
Elsősorban van a jelen időnek egy olyan jelentése, amely a beszéd időpontjára korlátozza, és olyan jelentései, melyek beleágyazzák a beszéd időpontját egy olyan idősávba, amely a múltat és a jövőt is magába foglalja.
A jelen idő aktuális jelentése a beszéd időpontjára korlátozza a cselekvést. Példák:
- (magyarul) Sétálunk a parkban;[5]
- (franciául) Il écrit une lettre à son amie ’Levelet ír a barátnőjének’;[6]
- (angolul) It’s raining now, look ’Nézd, most esik az eső’;[7]
- (románul) Acum plec ’Most elmegyek’;[3]
- (horvátul) Imam za tebe jedno iznenađenje ’Meglepetésem van a számodra’.[8]

Az örökidejű jelentés arra vonatkozik, hogy a cselekvés a jelen, a múlt és a jövő bármelyik pontjára helyezhető. Kétféle ilyen jelentés van: gnómikus és ismétlődő.
Gnómikus jelen idő meghatározásokban, közmondásokban stb. található:
- (magyarul) Ki korán kel, aranyat lel;[9]
- (franciául) Qui se ressemble s’assemble ’Madarat tolláról, embert barátjáról’ (szó szerint ’Akik hasonlítanak egymásra, összegyűlnek’);[10]
- (angolul) York lies on the River Ouse ’York az Ouse folyón fekszik’;[7]
- (románul) Împărțirea este o operație matematică ’Az osztás matematikai művelet’;[3]
- (horvátul) Zrela kruška sama pada szó szerint ’Érett körte magától esik le’ (közmondás).[8]

Példák ismétlődő jelen időre:
- (magyarul) Minden nap bemegyek a városba;[5]
- (angolul) The old man takes the dog for a walk every morning ’Az öregember minden reggel sétáltatja a kutyát’;[7]
- (románul) Avionul de Paris are cinci curse săptămânal ’A Párizsi gépnek öt járata van hetenként’;[3]
- (montenegróiul) Svako jutro pere zube ’Minden reggel fogat mos’.[11]

A jelen idejű alak olykor a többi alapvető igei jelentésre vonatkozik úgy, hogy nincs kapcsolata a jelennel.
A magyar nyelvben a jelen idejű alak vagy megfelelő időhatározó segítségével (Holnap levelet írok), vagy egyszerre ilyen határozóval és perfektiváló igekötővel, vagy csak ilyen igekötővel fejezi ki a jövő időt: (Jövőre) elveszlek feleségül. Példák más nyelvekben:
- (franciául) J’arrive dans cinq minutes ’Öt perc múlva érkezem’;[10]
- (angolul) I’m going home tomorrow ’Hazamegyek holnap’;[13]
- (románul) Mâine plec la Constanța ’Holnap Konstancába utazom’;[3]
- (szerbül) Sutra dolazim kod tebe ’Holnap eljövök hozzád’.[14]

Ugyancsak a jövőre vonatkozik a felszólító mód helyett használt kijelentő mód jelen idejű alak:
- (magyarul) Elmegy a sarokig, és ott jobbra fordul;[15]
- (franciául) Vous prenez la première rue à droite ’A jobboldali első utcába tér be’;[10]
- (angolul) You turn left at the church ’A templomnál balra fordul’;[7]
- (románul) Stingi chiar acum lumina și te culci! ’Azonnal eloltod a lámpát és lefekszel!’;[16]
- (horvátul) Odmah da dođu svi ovamo! ’Idejöjjenek azonnal mindannyian!’[17][18]

#### Történelmi jelen
A jelen idő alakja a közlés ideje előtti cselekvést is kifejezhet, nemcsak szépirodalmi művekben és történelmi munkákban, hanem az élőbeszédben is. Ez utóbbiban különösen fontos szerepe van a szemléleti kérdésnek. Ha a beszélő a múltbeli eseményt a jelenben szemléli, akkor a már befejeződött cselekvés leírására jelen időt is használhat. Ha a múlt idejű jelentést jelen idő fejezi ki, azt történelmi vagy elbeszélő jelen időnek nevezzük. A magyar nyelvben, más nyelvekhez hasonlóan a történelmi jelen használata finom szemléleti különbségeket érzékeltet.
- (magyarul) Képzeld, tegnap, amint megyek az utcán, egyszer csak megállít egy ismeretlen ember, és így szól hozzám...;[20]
- (franciául) Soudain tous les regards se tournent vers la porte [...] ’Hirtelen minden szem az ajtó felé fordul [...]” (Michel Butor);[10]
- (angolul) Last week I’m walking down this street... ’A múlt héten sétálok lefelé az utcán...’;[13]
- (románul) Ștefan cel Mare devine domn în 1457 și moare în 1504 „Nagy István 1457-ben válik fejedelemmé, és 1504-ben hal meg”;[21]
- (montenegróiul) Jutros uđem u pogrešan autobus i zakasnim u školu ’Tegnap rossz buszra szállok, és elkések az iskolából’.[11]

A történelmi jelen a magyar nyelvben először történelmi témájú művekben vált általánossá, mostanra más témájú írások fordításában is gyakran alkalmazzák: (Kepler) Azt a kérdést teszi föl magának [...]".
Gyáni Gábor történész véleménye szerint a történelmi munkákban azért következett be a jelen idő térnyerése, mert a történészek körében az objektivitás ideája meggyengült. A 19. század végére professzionalizálódó történetírás alapvető célja volt a tárgyilagosság, ennek a célnak pedig adekvát nyelvi eszköze a múlt idő használata és a magyarázó narrátor hiánya Gyáni nézete szerint. Manapság a klasszikus történetivel szemben a „diskurzív jellegű beszédmód" nagy teret nyert. „A kérdező-tépelődő történész-narrátor szerző […] saját magát is képviselteti az előadott történetben”, jelen időben.

### Mint relatív idő
Olykor az ige jelen idejű alakjának a jelentése más ige idejéhez viszonyított. Ilyenkor a jelen idő „relatív”-nak vagy relatív használatúnak mondott. Ez főleg mellékmondatokban van így, amelyek állítmánya időre vonatkozó viszonyban van az alaptagját képező igével.
Használható például a jelen idejű alak jövő idejű jelentéssel a függő beszédben, olyan mellékmondatban, amely alaptagja jövő idejű:
- (franciául) Si on m’interroge, je dirai que je ne suis pas au courant de cette affaire ’Ha kihallgatnak, azt fogom mondani, hogy nem tudok erről az ügyről’;[24]
- (románul) Voi spune că nu am bani ’Azt fogom mondani, hogy nincs pénzem’.[4]

A francia nyelvben, például, kötelezően jelen idejű alakja van a si kötőszóval bevezetett feltételes mellékmondat állítmányának, amikor alaptagja jövő idejű: S’il fait beau, on ira se promener en forêt ’Ha szép idő lesz, az erdőben fogunk sétálni’. Ez a szabály megvan az angol nyelvben is: If it rains, the reception will take place indoors ’Ha esni fog az eső, a fogadás bent lesz’.
Analóg, de nem kötelező szerkezet van a közép-délszláv diarendszer nyelveiben is, azzal a megjegyzéssel, hogy az igének befejezett igeszemléletűnek kell lennie: (szerbül) Ako nađem ključ, doneću ti ga ’Ha megtalálom a kulcsot, el fogom hozni neked’. Az időhatározói mellékmondat igéje is jelen idejű lehet jövő idejű helyett, amikor alaptagja jövő idejű, ugyanazzal a feltétellel: Oni će igrati tango dok ne padnu od umora ’Addig fognak tangózni, amíg össze nem esnek a fáradtságtól’. Tulajdonképpen ezekben a nyelvekben a jelen idejű befejezett igeszemléletű igéket nem használják jelen idejű jelentéssel, csak kivételesen és nem kötelezően, ismétlődő cselekvések esetében.
A magyar nyelvben jelen idejű a mellékmondat igéje múlt idő helyett, ha a múlt idejű alaptagjával egyidejű cselekvést fejez ki: Azt hittem, hogy alszik. Ez így van a közép-délszláv diarendszerben is: (szerbül) Pitao sam ga šta traži u mojoj sobi ’Megkérdeztem tőle, hogy mit keres a szobámban’.
A román nyelvben ez lehetséges, de nem kötelező, a folyamatos múlt idő is használhtó (N-am observat că vine / venea după mine ’Nem vettem észre, hogy követ engem’), de a franciában vagy az angolban a legtöbb esetben nem helyes.

## Egyéb módok és az igenevek jelen idejű alakja
Más módoknak és az igeneveknek van jelen idejű alakjuk, amennyiben van más idejű alakjuk is. Ezekben is vannak nem jelen idejű jelentései is.
A magyarban van jelen idejű alakja a feltételes módú igének (Ha gazdag lennék, házat vennék) és a melléknévi igenévnek: verseket író kamaszlány.
A franciában van jelen idejű alakja mindegyik módú igének és mindegyik igenévnek.
Kötőmódban a jelen idő főleg relatív, és ilyenként a jelenre is, a múltra is, a jövőre is vonatkozhat: Je suis / J’étais étonné que Carlos ne connaisse pas ce célèbre joueur de football ’Csodálkozom / Csodálkoztam, hogy Carlos nem ismeri ezt a híres labdarúgót’, Tous les Brésiliens souhaitent que leur équipe gagne le prochain match ’Minden brazil azt kívánja, hogy csapata nyerje meg a következő mérkőzést’.
Feltételes módban a jelen idejű alak egyes jelentései megfelelnek a magyar feltételes mód egyes jelentéseinek (Félix et Béatrice aimeraient avoir un deuxième enfant ’Félix és Béatrice szeretnének még egy gyereket’), de van a feltételes mód jelentéseitől egészen különböző jelentése is, mégpedig utóidejű cselekvést fejez ki múlt idejű alaptaghoz viszonyítva: Antoinette a dit qu’elle se marierait ’Antoinette azt mondta, hogy férjhez fog menni’.
A felszólító módnak is, amely a franciában csak a második személyhez és a többes szám első személyhez szól, van jelen idejű alakja (Ferme la porte ! ’Csukd be az ajtót’), mivel van múlt idejű is: Ayez fini tout votre travail avant samedi ! ’Fejezzék be minden dolgukat még szombat előtt!’
Az igenevek jelen idejű alakjai a következők:
- főnévi igenév: Il veut venir avec nous ’Velünk akar jönni’ vs. Olivier est content d’avoir reçu des nouvelles de son amie ’Olivier örül, hogy híreket kapott a barátnőjétől’;[36]
- melléknévi igenév: Les personnes ayant un ticket bleu doivent se présenter au contrôle ’A kék színű jeggyel rendelkező személyeknek ellenőrzésre kell jelentkezniük’[37] vs. Les élèves ayant obtenu la mention très bien au baccalauréat entrent sans examen dans cette école ’Azokat a tanulókat, akik „nagyon jó” minősítést kaptak az érettségin, vizsga nélkül veszik fel erre az iskolára’;[38]
- határozói igenév: Il est sorti en claquant la porte ’Az ajtót becsapva ment ki’ vs. On est revenus par le même chemin et on est rentrés à sept heures en n’ayant rencontré absolument personne ’Ugyanazon az úton jöttünk vissza és hét órakor értünk haza anélkül, hogy valakivel is találkoztunk volna’.[39]

A közép-délszláv diarendszerben gyakorlatilag csak a kijelentő módnak van jelen idejű alakja és múlt idejű alakjai. Van ugyan a feltételes módnak is múlt idejű alakja, de ma már archaikus, és az egyetlen használt alakja vonatkozik abszólút időalakként is úgy a jelenre, mint a múltra, ami a kontextusból derül ki: (szerbül) Htela bih da pogledam radnju ’Szeretném megnézni a boltot’ vs. Ko bi pomislio da će nas tako prevariti! ’Ki gondolta volna, hogy így be fog(nak) minket csapni?!’

## A jelen idő alakjának a képzése
A jelen idő alakja lehet egyszerű vagy összetett, azaz segédigével képzett. Ez olyan tényezőktől függ, mint az adott nyelv és az ige egyes kategóriái: igenem, igemód, igeszemlélet és igejelleg.

### Egyszerű alakok
Egyszerű alakú és a személyragokon kívül semmilyen grammatikai toldalék nélküli a cselekvő, kijelentő módú és folyamatos igeszemléletű ige az ebben a cikkben említett nyelvek mindegyikében. Még a személyrag is lehet nulla. Ebbe a kategóriába tartozik a valamilyen lexikai toldalékot (képzőt) tartalmazó igealak is. Ilyenek az eddigi példákban: (magyarul) sétálunk, (franciául) il écrit ’ír’, (angolul) you turn (nulla rag) ’befordul’, (románul) plec (nulla rag) ’elmegyek’, (horvátul) imam ’van nekem’.
Egyszerű és grammatikai toldalékokat is tartalmazó alakok főleg a viszonylag magas fokú szintetizmussal rendelkező nyelvekben vannak, mint amilyen a magyar.
Vannak a befejezett igeszemléletet kifejező igekötők a magyarban, és ezeknek megfelelő prefixumok a közép-délszláv diarendszerben:
- (magyarul) Elolvassa a könyvet (befejezett) vs. Olvassa a könyvet (folyamatos);[41]
- (szerbül) Ako nađem ključ, doneću ti ga ’Ha megtalálom a kulcsot, el fogom neked hozni’.[14]

Igeszemléletet kifejező suffixumok is vannak, egyesek a befejezettre, mások a folyamatosra, a közép-délszláv diarendszerben: (szerbül) Oni će igrati tango dok ne padnu od umora (befejezett) ’Addig fognak tangózni, amíg össze nem esnek a fáradtságtól’, (montenegróiul) Završavamo pripreme za ljetovanje (folyamatos) ’Éppen a nyaralásra való készületek végén járunk’.
A magyarban az ige több grammatikai kategóriáját fejezi ki szuffixum (képző vagy jel):
- szenvedő: Megadatott neki, hogy még egyszer lássa a tengert;[43]
- visszaható: Fésülködöm;[44]
- műveltető: Olga új ruhát csináltat a szabójával;[43]
- ható: A nővéred még meggyógyulhat;[45]
- a feltételes mód jele: Ha gazdag lennék, házat vennék;[30]
- a felszólító mód jele: Várjuk, hogy induljon;[46]

### Összetett alakok
Az összetett jelen idejű alakok főleg a viszonylag magas fokú analitizmussal rendelkező nyelvekre jellemzőek, mint amilyen például az angol. Ebben cselekvő igenemben és kijelentő módban van egy „folyamatos jelen idő”-nek nevezett összetett alak az egyszerű mellett. A folyamatos a be ’lenni’ segédige egyszerű jelen idejű alakjával és a lexikai jelentésű igének megfelelő gerund-nak nevezett igenévvel képződik. Főleg a cselekvés tartós-huzamos jellegét fejezi ki a jelen idő aktuális jelentésével együtt, pl. I’m just ironing this shirt ’Éppen vasalom ezt az inget’. Az egyszerű jelen időnek főleg egyéb jelentései vannak: Mr Adams loves Shakespeare ’Adams úr szereti Shakespeare-t’.
Az angolban és más nyelvekben vannak más összetett jelen idejű alakok is, szenvedő igenemben és más módokban, mint a kijelentő:
- szenvedő igenem:
  - (franciául) Notre équipe de football est dirigée par M. Lévêque ’Labdarúgó csapatunkat Lévêque úr vezeti’ (szó szerint ’*Labdarúgó csapatunk Lévêque úr által van vezetve’);[48]
  - (angolul) Books are lent for a period of three weeks ’A könyveket három hétre kölcsönzik ki’;[49]
  - (románul) Romanul acesta e / ar fi citit de către mulți ’Ezt a regényt sokan olvassák / olvasnák’;[50]
  - (szerbül) Staklo je premazano zaštitnim slojem ’Az üveg védő réteggel van bemázolva’.[51]
- feltételes mód, cselekvő igenemben:
  - (románul) Aș face totul pentru tine ’Mindent megtennék érted’;[52]
  - (montenegróiul) Popio bih nešto toplo ’Meginnék valami meleget’.[53]

A románban van még egy igemód, a feltételező, amely ugyancsak összetett alakú jelen időben: Ce vei fi făcând tu acum? ’Vajon mit csinálsz te most?’

## A jelen idejű alak morfológiai szerepe
A segédigék jelen idejű alakjának morfológiai szerepe is van, azaz nyelvtől függően több-kevesebb egyéb igealak képzésében vesz részt.
A franciában mindegyik igemódban van az avoir ’birtokolni’ vagy az être ’lenni’ segédige jelen idejű alakjával képzett múlt idő, és mindegyik igenévnek is van ilyen alakja: J’ai vu ce film quatre fois (kijelentő mód összetett múlt idő) ’Négyszer láttam ezt a filmet’, Les élèves ayant obtenu la mention très bien au baccalauréat entrent sans examen dans cette école (összetett múlt idejű melléknevi igenév) ’Azokat a tanulókat, akik „nagyon jó” minősítést kaptak az érettségin, vizsga nélkül veszik fel ebbe az iskolára’ stb.
A magyarban két összetett alakú igeidő képződik jelen idejű segédigével: a kijelentő mód jövő idő a fog igével (Nem fogom eltűrni, hogy így beszélj velem), és a feltételes mód múlt idő, a volna változatlan alakú igével: Ha gazdag lettem volna, házat vettem volna.
A románban is van a franciáéhoz hasonló összetett múlt idő, de csak az a avea ’birtokolni’ segédigével: Am citit o carte de nuvele ’Novellás kötetet olvastam el’. Több jövő idejű alak is van, mindben részt vesz jelen idejű segédige, az egyik az a voi ’akarni’: Omenirea va găsi probabil noi surse de energie ’Valószínűleg az emberiség fog találni új energiaforrásokat’. A főnévi igenévnek is van múlt ideje, az a fi ’lenni’ segédige jelen idejű főnévi igenevével: Faptul de a nu fi declarat adevărul l-a pus într-o lumină proastă ’Az, hogy nem nyilatkozta az igazat, rossz fényt vetett rá’.
A közép-délszláv diarendszerben van a biti ’lenni’ segédigével képzett kijelentő módú múlt idő: (montenegróiul) Kad smo ušli u dvoranu, svi su śeđeli mirno i čekali početak predstave ’Amikor beléptünk a terembe, mindenki békésen ült és várta, hogy elkezdődjön az előadás’. A jövő idő is segédige, a hteti ’akarni’ kijelentő mod jelen idejű alakjávak képződik: (montenegróiul) Śutra ćeš odnijeti pismo na poštu ’Holnap el fogod vinni a levelet a postára’.